# ورمجا
ورمجا (به صربی: Vrmdža) یک منطقهٔ مسکونی در صربستان است که در سوکوبانگا واقع شده‌است. ورمجا ۶۰۶ نفر جمعیت دارد.